# Sant Martí Aulàs
Sant Martí Aulàs és una església barroca de Tremp (Pallars Jussà) protegida com a Bé Cultural d'Interès Local.

## Descripció
Edifici d'una nau única coberta amb volta de canó de perfil semicircular, que s'incia en una imposta bisellada. La capçalera és recta, coberta de lloses i disposa d'un annex al costat nord que correspon a la sagristia. A la façana principal s'identifica una porta adovellada de mig punt, un òcul i una espadanya de dos ulls, conformats per arcs de mig punt de pedra tosca. L'aparell és irregular i de poca qualitat.

## Història
Obra religiosa popular emmarcable tipològicament als segles xviii-xix.